# Rajewskaja
Rajewskaja (russisch Рае́вская) ist eine Staniza in der Region Krasnodar in Russland mit 10.020 Einwohnern (Stand 14. Oktober 2010).

## Geographie
Der Ort liegt gut 110 km Luftlinie westsüdwestlich des Regionsverwaltungszentrums Krasnodar in den nordwestlichen, in der Umgebung noch gut 500 m hohen Ausläufern des Großen Kaukasus, etwa 15 km entfernt von der Küste des Schwarzen Meeres.
Rajewskaja gehört zum Stadtkreis Noworossijsk und befindet sich etwa 20 km nordwestlich des Zentrums der Stadt Noworossijsk sowie 20 km ostsüdöstlich von Anapa. Die Staniza ist Verwaltungssitz eines nach ihr benannten „Siedlungskreises“ (posselkowy okrug) innerhalb des Stadtkreises.

## Geschichte
Die Staniza wurde gegen Ende des Kaukasuskrieg von 1817 bis 1864 im Jahr 1862 gegründet, unweit eines 1839 erbauten und während des Krieges zerstörten, gleichnamigen Forts der russischen Armee. Es war zu Ehren des Generals Nikolai Rajewski (1801–1843) benannt, nicht zu verwechseln mit seinem Vater, ebenfalls General, der den gleichen Namen trug.
1921 wurde die Staniza in Krasno-Medwedowskaja umbenannt und gehörte zunächst ab 1923 zum Anapski rajon. Der Dorfsowjet trug aber weiterhin den Namen Rajewski selsowet. Von 1939 bis zur Wiedereingliederung in den Anapski rajon gehörte der Ort zum zwischenzeitlich existierenden Werchnebakanski rajon. Nach 1945 geriet der Name Krasno-Medwedowskaja völlig außer Gebrauch. 1982 wurde Rajewskaja aus dem Anapski rajon ausgegliedert und dem Stadtsowjet Noworossijsk unterstellt, aus dessen Territorium 2006 der heutige Stadtkreis hervorging.

### Bevölkerungsentwicklung
| Jahr | Einwohner |
| ---- | --------- |
| 1979 | 5.998     |
| 2002 | 8.409     |
| 2010 | 10.020    |

Anmerkung: Volkszählungsdaten

## Verkehr
Die Staniza liegt an der Regionalstraße 03K-028, die nordwestlich von Noworossijsk von der föderalen Fernstraße A290 (ehemals M25) Noworossijsk – Port Kawkas abzweigt und von Rajewskaja in nördlicher Richtung über Natuchajewskaja, wo die A290 wieder gekreuzt wird, und Gostagajewskaja nach Jurowka führt. Die nächstgelegenen Bahnstationen sind Tonnelnaja in Werchnebakanski und Gaiduk bei Noworossijsk an der Strecke Tichorezkaja – Krasnodar – Noworossijsk.